# Distretto di Higashikanbara
Il distretto di Higashikanbara (東蒲原郡, Higashikanbara-gun?) è uno dei distretti della prefettura di Niigata, in Giappone.
Attualmente fa parte del distretto solo il comune di Aga.